# الحتار (مكيراس)

تعديل مصدري - تعديل

الحتار هي إحدى قرى عزلة مكيراس بمديرية مكيراس التابعة لمحافظة البيضاء، بلغ تعداد سكانها 534 نسمة حسب تعداد اليمن لعام 2004.